# DirectVobSub
DirectVobSub (früher VSFilter) ist ein DirectShow-Filter, um externe Untertitel-Dateien in Videos einzublenden (Softsubs). Er kann durch viele Mediaplayer verwendet werden.

## Entwicklung
VSFilter war früher Teil von VobSub (Projekt guliverkli). Dieses enthielt unter anderem VobSub Ripper (VSRip), um ohne DVD-Rip die Untertitel von einer DVD zu extrahieren. Mit der Einstellung von VobSub endete jedoch 2005 die Entwicklung von VSFilter. 2007 wurde es als Teil des Projekts Guliverkli2 in DirectVobSub umbenannt.

## Anwendung
VobSub-Untertitel bestehen aus Bitmaps (.sub) sowie einem Index (.idx) mit einem Zeitstempel und Offset für jeden Untertitel. Mehrere Spuren werden unterstützt. VobSub-Untertitel können in Containerformate wie Matroska oder MP4 eingebettet werden.